# Vinca il migliore
Vinca il migliore è stato un gioco televisivo italiano condotto da Gerry Scotti, andato in onda nel 1996.
Il game show, già mandato in onda su Italia 1 con il titolo di Campionissimo tre anni prima con la stessa conduzione di Scotti, era un adattamento del format inglese della Celador (la futura produttrice dell'originale Chi vuol essere milionario?) intitolato Everybody's Equal, andato in onda sull'emittente ITV dal 1989 al 1991 e distribuito internazionalmente dalla società Grundy Productions.
La sua prima edizione, andò in onda in estate dal lunedì al sabato nel preserale di Canale 5 (18:45–20:00) alla fine di Bim Bum Bam Speciale Disney, nei giorni che vanno dal 1º luglio al 28 settembre. Grazie al successo ottenuto, il programma tornò in autunno con una seconda ed ultima edizione, che va dal 5 ottobre fino al 28 dicembre; veniva trasmesso ogni sabato inizialmente nel preserale di Canale 5 ma, a causa dello straordinario successo all'epoca del nuovo programma Tira & Molla, dal 26 ottobre venne definitivamente spostato su Italia 1 nell'access prime time (19:50–21:00).
Anche per questo programma, Fatma Ruffini era la curatrice mentre dagli autori del precedente Campionissimo era riconfermato solo Ludovico Peregrini alias il Signor No, che era affiancato dai nuovi Davide Tortorella e Dario Viola.

## Svolgimento
Sebbene la formula del gioco era rimasta invariata, rispetto al game show Campionissimo, i 200 concorrenti non erano più suddivisi per sesso ma giocavano tutti contro tutti.
Nella prima manche, tutti i concorrenti dovevano rispondere ad una serie di domande con quattro opzioni di risposta in dieci secondi, poi, alla fine di ogni domanda coloro che avevano sbagliato venivano eliminati. Al termine di questa fase, veniva fatta una domanda finale e i dieci concorrenti che rispondevano esattamente impiegando meno tempo si qualificavano alla seconda manche.
Nella seconda manche, i dieci concorrenti più rapidi dovevano affrontare una nuova serie di quattro domande, fino alla domanda finale in cui i due concorrenti rimasti in gara oppure i due che hanno risposto correttamente impiegando meno tempo andavano al duello.
Nella fase del duello, venivano fatte cinque domande e il concorrente che aveva indovinato il maggior numero di domande andava in finale.
Nel gioco finale, il concorrente finalista in 30 secondi doveva mettere in ordine quattro risposte dove se rispondeva correttamente vinceva il montepremi altrimenti non vinceva nulla e lo stesso montepremi veniva diviso tra gli altri concorrenti che avevano risposto correttamente.